# 歩兵第55連隊
歩兵第55連隊（ほへいだい55れんたい、歩兵第五十五聯隊）は、大日本帝国陸軍の連隊のひとつ。

## 沿革
- 1905年（明治38年）

4月 - 動員下令
6月13日 - 軍旗拝受
- 1907年（明治40年）11月 - 第14師団から第18師団へ所属変更
- 1908年（明治41年）10月29日 - 佐賀県佐賀郡高木瀬村（現佐賀市日の出）に移転[1]。
- 1925年（大正14年）5月1日 - 宇垣軍縮により本連隊は廃止
- 1937年（昭和12年）

9月 - 軍旗拝受、第18師団隷下となる、以後は五島列島富江付近で上陸訓練を重ねる
11月2日 - 富江港を出港
11月5日 - 上海に上陸、以降は嘉善を占領し続いて広徳、蕪湖に進む
- 1938年（昭和13年）10月 - 広東攻略戦に参加
- 1941年（昭和16年）12月28日 - コタバルに到着、マレー作戦に参加、終了後はジョホール州の警備に就く
- 1942年（昭和17年）4月 - ビルマに移動、ピンマナやマンダレーの戦いに参加
- 1943年（昭和18年）

10月 - アメリカ軍・中華民国軍がフーコンから北部ビルマに進入、以後5ヶ月間にわたり防戦するもカマインへ撤退する
- 1944年（昭和19年）12月1日 - 連隊は山崎支隊として第56師団の指揮下に入りレド公路の遮断に務める
- 1945年（昭和20 年）

2月 - フーコンを放棄しメイクテーラの戦いなどに参加
8月 - 終戦
8月22日16時軍旗奉焼

## 歴代連隊長
| 第一次 |                |                        |      |
| 1      | 東郷八郎左衛門 | 1905.4.17 - 1909.11.30 |      |
| 2      | 倉田新七       | 1909.11.30 - 1912.1.19 |      |
| 3      | 渡辺小太郎     | 1912.1.19 - 1913.1.4   | 死去 |
| 4      | 長堀均         | 1913.1.15 - 1917.8.6   |      |
| 5      | 古賀義勇       | 1917.8.6 -             |      |
| 6      | 坂本政右衛門   | 1921.7.20 -            |      |
| 7      | 佐々木久雄     | 1922.8.15 - 1923.8.6   |      |
| 8      | 須田実         | 1923.8.6 -             |      |
| 9      | 広瀬猛         | 1924.8.20 - 1925.5.1   |      |
| 第二次 |                |                        |      |
| 1      | 野副昌徳       | 1937.9.20 -            |      |
| 2      | 竹原三郎       | 1938.12.10 -           |      |
| 3      | 岡田博二       | 1939.10.2 -            |      |
| 4      | 近藤義孝       | 1940.7.17 -            |      |
| 5      | 木庭大         | 1941.7.4 -             |      |
| 6      | 藤井小五郎     | 1943.6.10 - 9.25       | 戦死 |
| 末     | 山崎四郎       | 1943.9.28 -            |      |